# Olesno
Olesno (deutsch Rosenberg O.S.) ist eine Kleinstadt in der Stadt- und Landgemeinde Olesno im Powiat Oleski der Woiwodschaft Opole (Oppeln) in Polen.

## Geographie
Die Stadt  liegt im nordöstlichen Teil Oberschlesiens etwa 47 Kilometer nordöstlich von Opole (Oppeln) am Stober (polnisch Stobrawa), einem rechten Zufluss der Oder.

## Geschichte

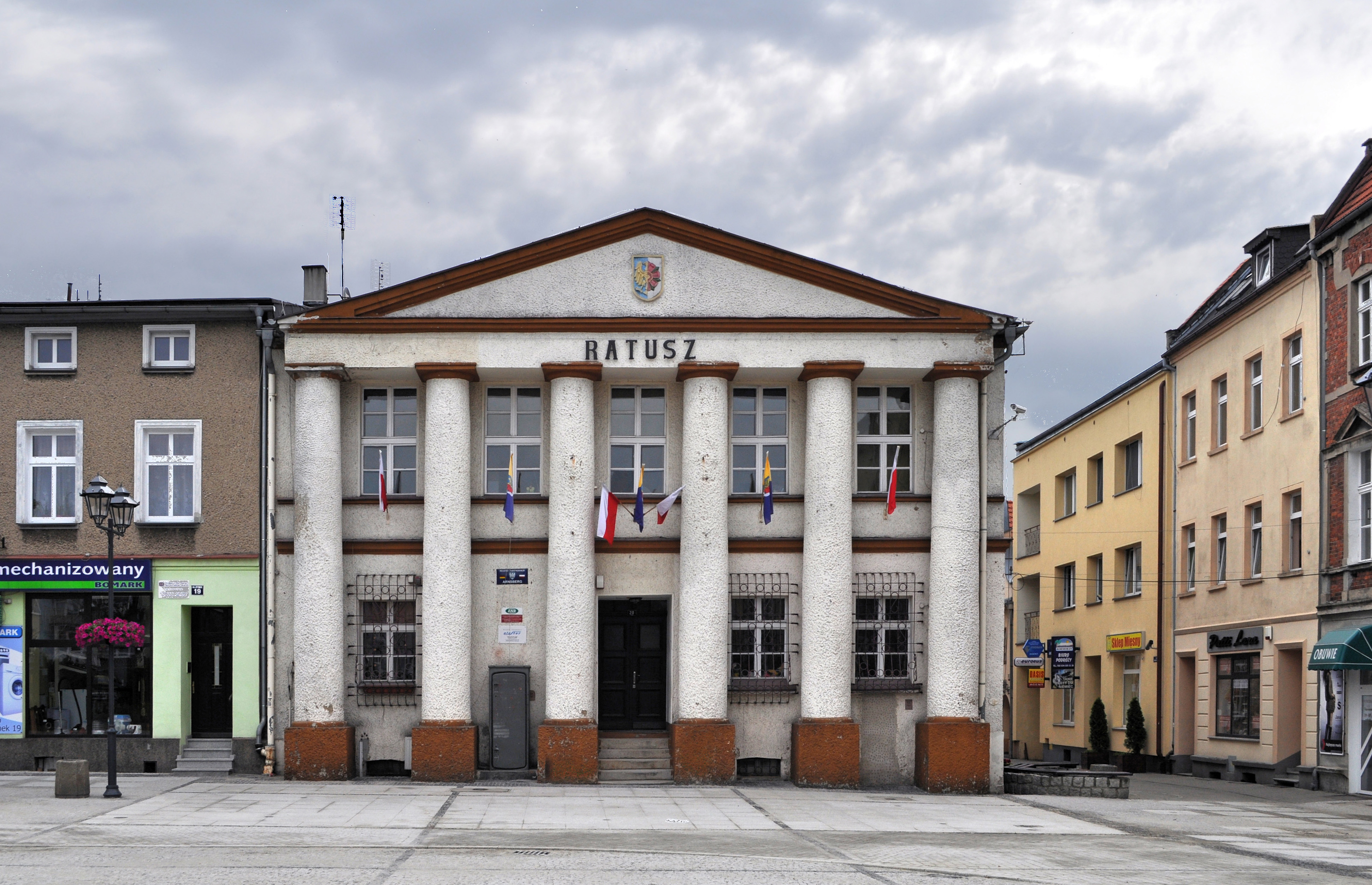
Rathaus

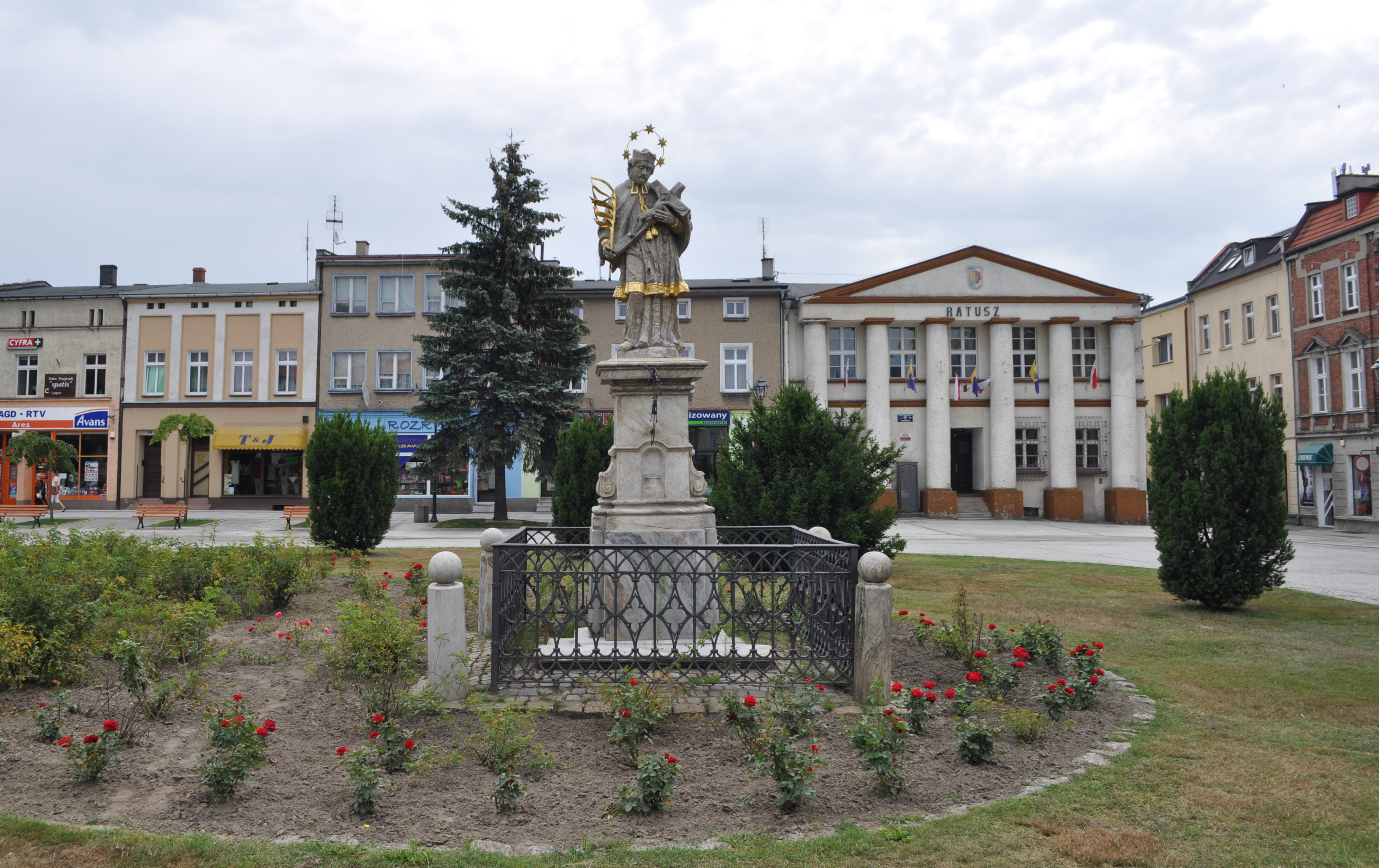
Ring mit Rathaus

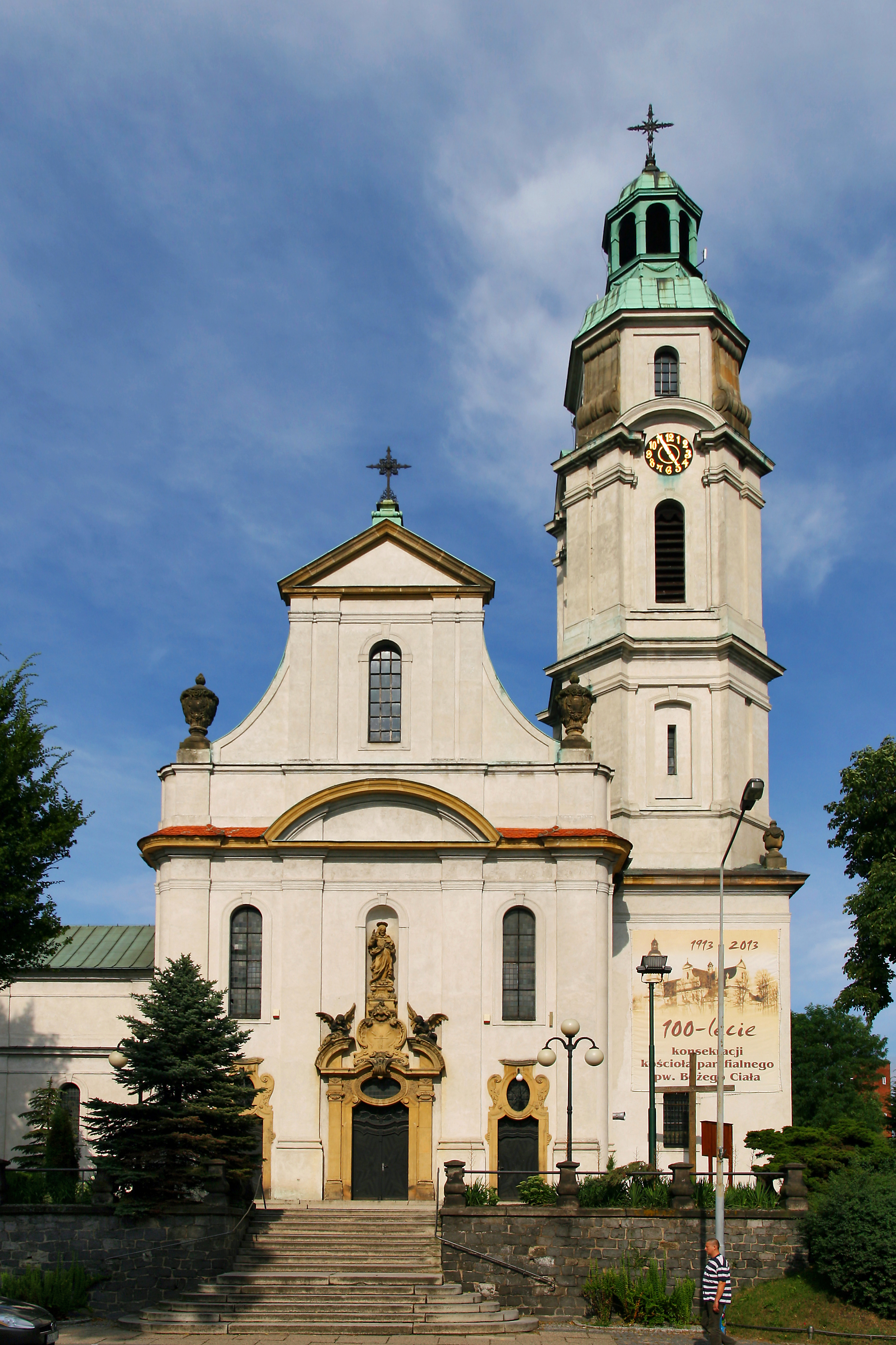
Katholische Corpus-Christi-Kirche

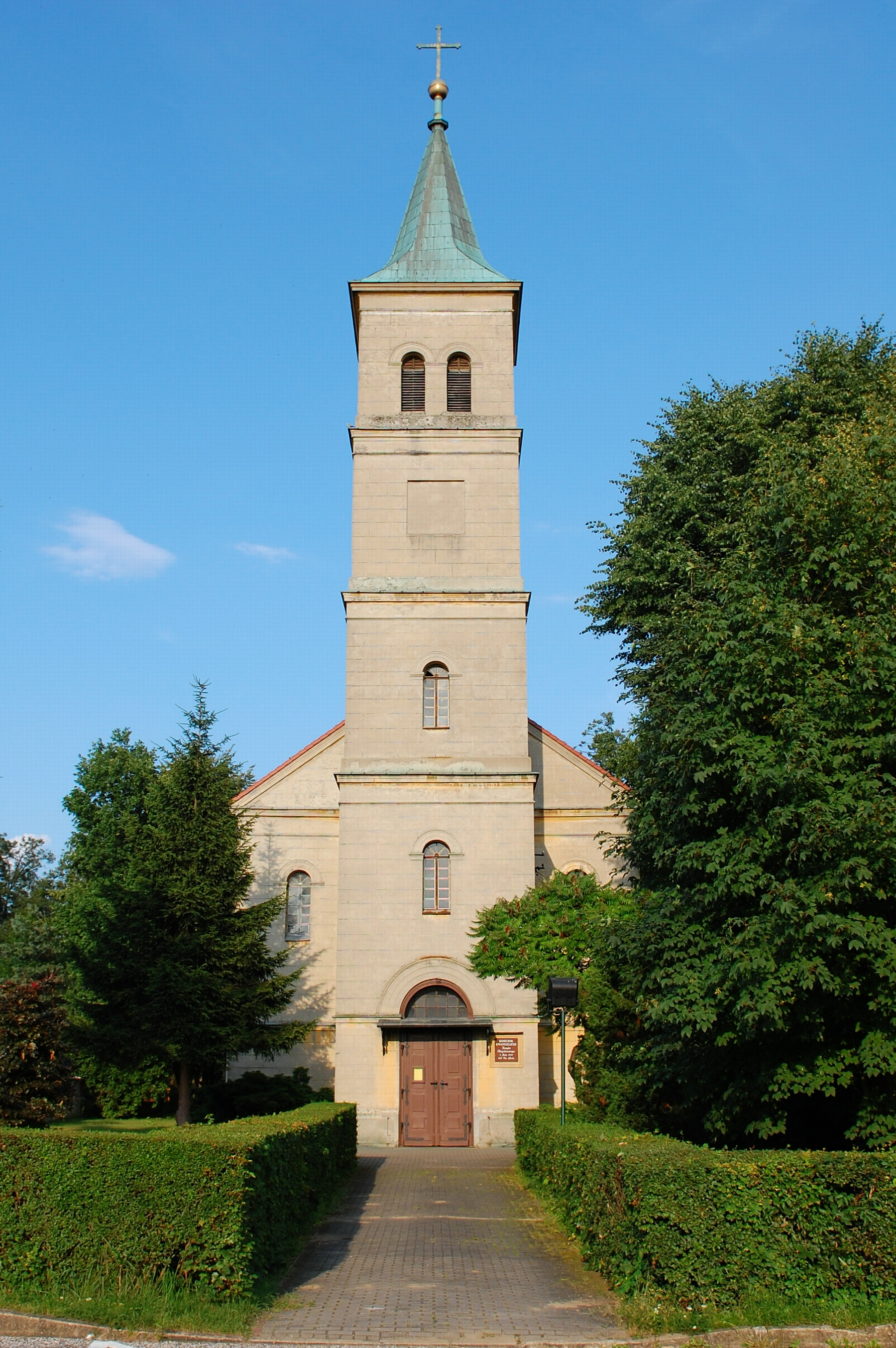
Evangelische Kreuzkirche

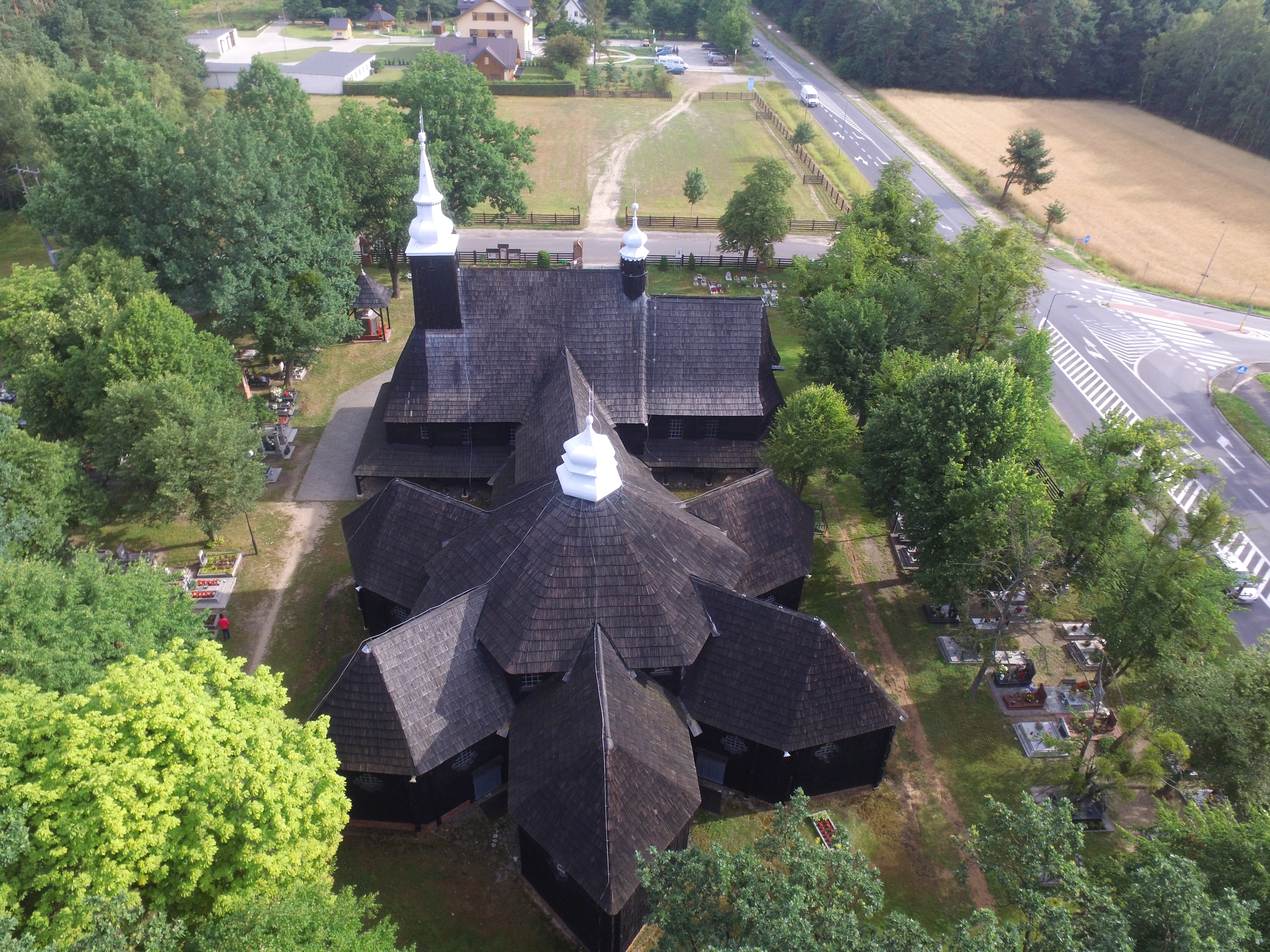
Schrotholzkirche St. Anna (Wallfahrtskirche)

Olesno/Rosenberg gehört zu den ältesten Städten bzw. Siedlungsplätzen Schlesiens. Durch archäologische Grabungen konnten jungsteinzeitliche Besiedlungsspuren im heutigen Stadtgebiet nachgewiesen werden. Die strategische Lage am Rande der Bernsteinstraße, die von der Ostsee bis zum Mittelmeer führte, sowie des Königsweges von Krakau nach Breslau und weiter nach Leipzig und Mainz begünstigte eine kontinuierliche Besiedlung.
Die Stadt gehörte von Anfang an zum Herzogtum Oppeln, das den Schlesischen Piasten unterstand. Es wurde erstmals 1226 anlässlich der Einweihung der St.-Michaels-Kirche durch den Breslauer Bischof Lorenz erwähnt. Auf Bitten des Oppelner Herzogs Kasimir I. beurkundete der Bischof zugleich die „alte“ Zollsatzung. Daraus kann geschlossen werden, dass hier bereits vor 1200 ein Grenzübergang bzw. Zollstation bestand. Es ist möglich, dass sich diese in der nordwestlich gelegenen Ortschaft Alt-Rosenberg befand. Vermutlich vor 1267 wurde Olesno deutschrechtlich umgesetzt, da für diese Zeit ein „Vincentius castellanus de Olesno“ belegt ist. Als nach dem Tod des Herzogs Wladislaus I. das Herzogtum Oppeln geteilt wurde, verblieb Rosenberg weiterhin bei diesem. Für das Jahr 1292 ist das Weichbild Olesno („Distrikt Olesno“) nachgewiesen. Die deutsche Ortsbezeichnung „Rosenberg“ erscheint erstmals im Jahr 1310, als Herzog Boleslaus I. den Bürgern von Breslau den Fußgängerzoll in Rosenberg verkaufte.
1327 übertrug der Oppelner Herzog Bolko II. Rosenberg zusammen mit seinem Herzogtum als ein Lehen an die Krone Böhmens, wodurch es noch vor dem Vertrag von Trentschin unter böhmische Oberhoheit gelangte, der böhmische Landesherr war damals Johann von Luxemburg. Sein Sohn Karl IV. inkorporierte Schlesien 1348 als König und 1355 als Kaiser in die Krone Böhmen, wodurch es Teil des Heiligen Römischen Reiches deutscher Nation wurde. Für das Jahr 1395 ist die  Stadtmauer überliefert. Schwere Verwüstungen erfolgten in den Hussitenkriegen. 1450 erneuerte Herzog Bernhard das deutsche Stadtrecht in Rosenberg. Von wirtschaftlicher Bedeutung waren Ackerbau, Viehzucht, Jagd, Fischerei, Handwerk und Handel. In einer Urkunde aus der ersten Hälfte des 15. Jahrhunderts werden Mälzereien, Fleischereien, Töpfereien sowie Kalköfen erwähnt.
Die seit 1526 als Könige von Böhmen regierenden Habsburger, an die nach dem Tod des letzten Oppelner Herzogs Johann II. 1532 das Herzogtum Oppeln heimgefallen war, verpfändeten es anschließend mehrmals. Im Dreißigjährigen Krieg wurde Schlesien weitgehend verwüstet und verlor einen großen Teil seiner Bevölkerung.
Nach dem Ersten Schlesischen Krieg fiel Rosenberg mit dem größten Teil Schlesiens an Preußen. Seit der Verwaltungsreform von 1816 gehörte Rosenberg zum Regierungsbezirk Oppeln und war Sitz des Landkreises Rosenberg, mit dem es bis 1945 verbunden blieb.
Die Einwohner von Rosenberg litten unter zahlreichen Naturkatastrophen, Epidemien und Kriegen. Im Zeitraum vom 15. bis zum 18. Jahrhundert brannte die Stadt mehrmals ab. Sie wurde jedoch immer wiederaufgebaut, und die Einwohnerzahl stieg allmählich. Die Pestepidemie von 1790 überlebten nur etwa 90 Einwohner. Da die Reformation in Rosenberg unbedeutend geblieben war, erhielt es erst 1847 eine eigene evangelische Gemeinde. Bis zur zweiten Hälfte des 19. Jahrhunderts entwickelte sich die Stadt zu einem Wirtschafts- und Kulturzentrum im Norden Oberschlesiens. Am Anfang des 20. Jahrhunderts hatte Rosenberg eine evangelische Kirche, vier katholische Kirchen, eine Synagoge, ein katholisches Schullehrerseminar, eine Präparandenanstalt, eine Zementwarenfabrik, eine Ziegelei, zwei Sägewerke, eine Molkerei und war Sitz eines Amtsgerichts.
Bei der Volksabstimmung in Oberschlesien 1921 stimmten 3286 Rosenberger für einen Verbleib beim Deutschen Reich, 473 optierten für Polen.
Gegen Ende des Zweiten Weltkriegs wurde die Region im Frühjahr 1945 von der Roten Armee erobert. Nach Kriegsende wurde Rosenberg zusammen mit dem größten Teil Schlesiens von der Sowjetunion unter polnische Verwaltung gestellt. Nachfolgend wurde es in Olesno umbenannt. Die einheimischen deutschen Einwohner wurden, sofern sie nicht vorher geflohen waren, weitgehend vertrieben. Die neu angesiedelten Bewohner waren teilweise Zwangsumgesiedelte aus Ostpolen, das an die Sowjetunion gefallen war.
Von 1945 bis 1975 gehörten Stadt und Land Olesno zur Woiwodschaft Opole, anschließend zur Woiwodschaft Częstochowa. Nach der Verwaltungsreform von 1999 wurde Olesno wieder in die Woiwodschaft Opole eingegliedert.

## Sehenswürdigkeiten
- Neoklassizistisches Rathaus von 1820/21, Statue des böhmischen Landesheiligen Johannes von Nepomuk und Museum am Ring.
- Römisch-katholische Corpus-Christi-Kirche – 1910–1913 nach Entwurf von Oskar Hossfeld erbaut.
- Friedhofskapelle
- Römisch-katholische St.-Michaels-Kirche
- Evangelische Kreuzkirche
- Annakirche, eine Wallfahrtskirche aus Schrotholz aus dem 16. Jahrhundert.
- Rochuskirche, eine Wallfahrtskirche aus Schrotholz aus dem 18. Jahrhundert.
- Jüdischer Friedhof
- Kapelle im Krankenhaus

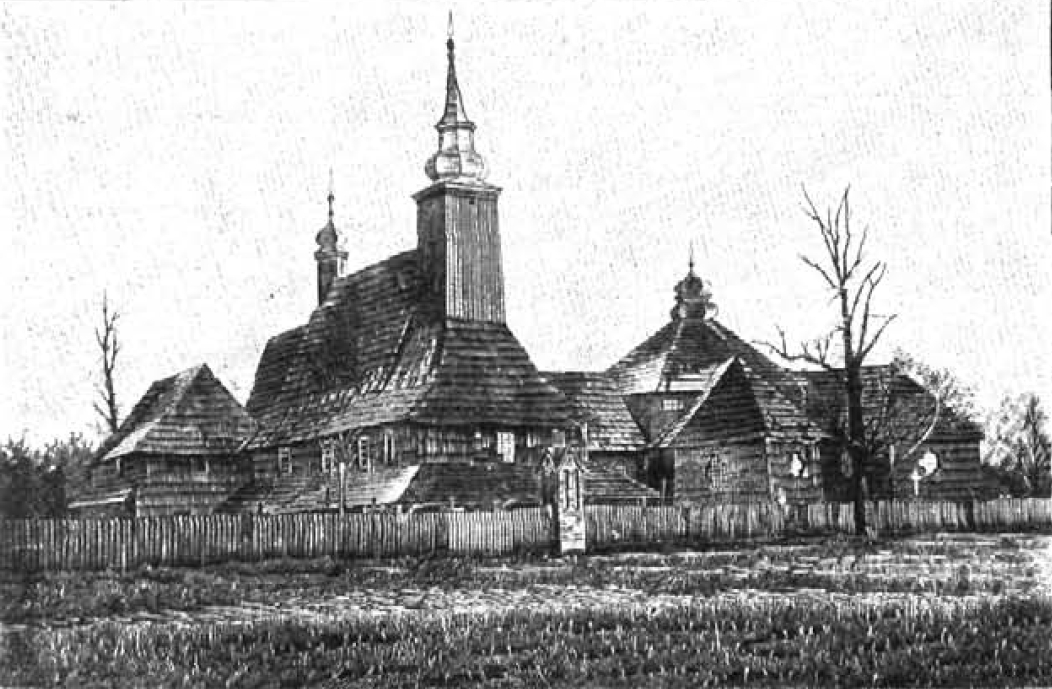
Katholische Annakirche auf einer Abbildung aus dem späten 19. Jahrhundert
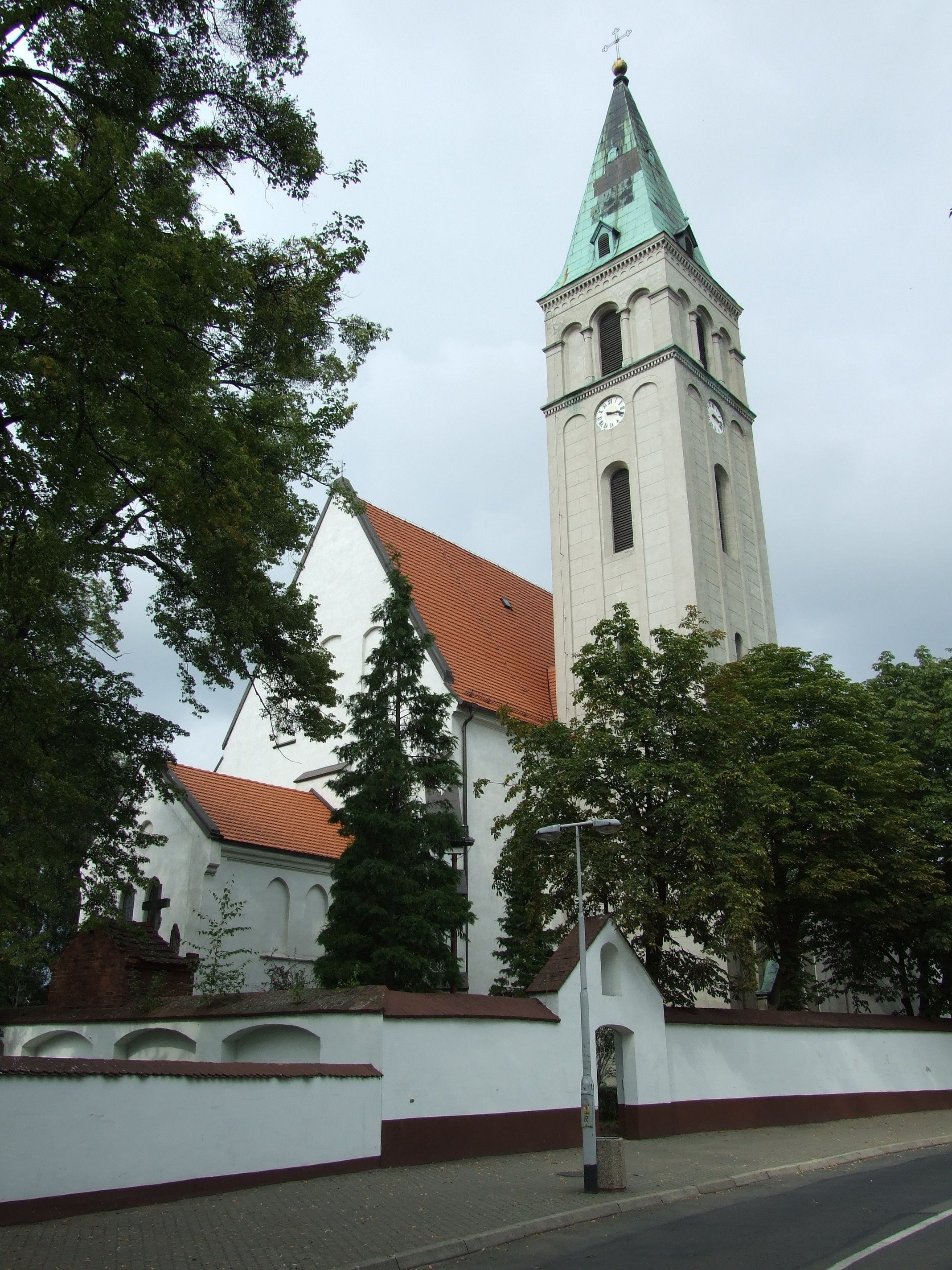
Katholische Michaelikirche
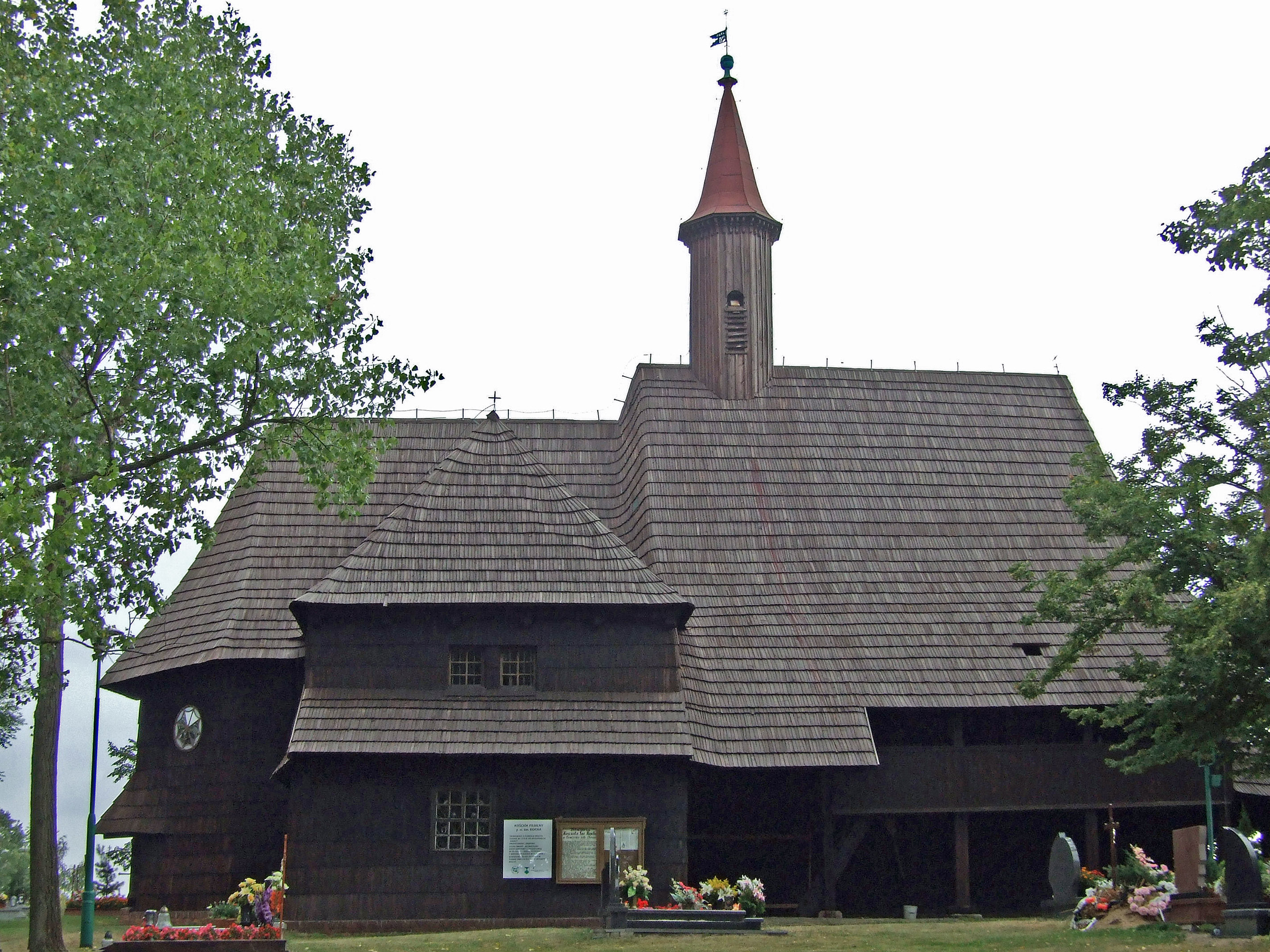
Katholische Rochuskirche
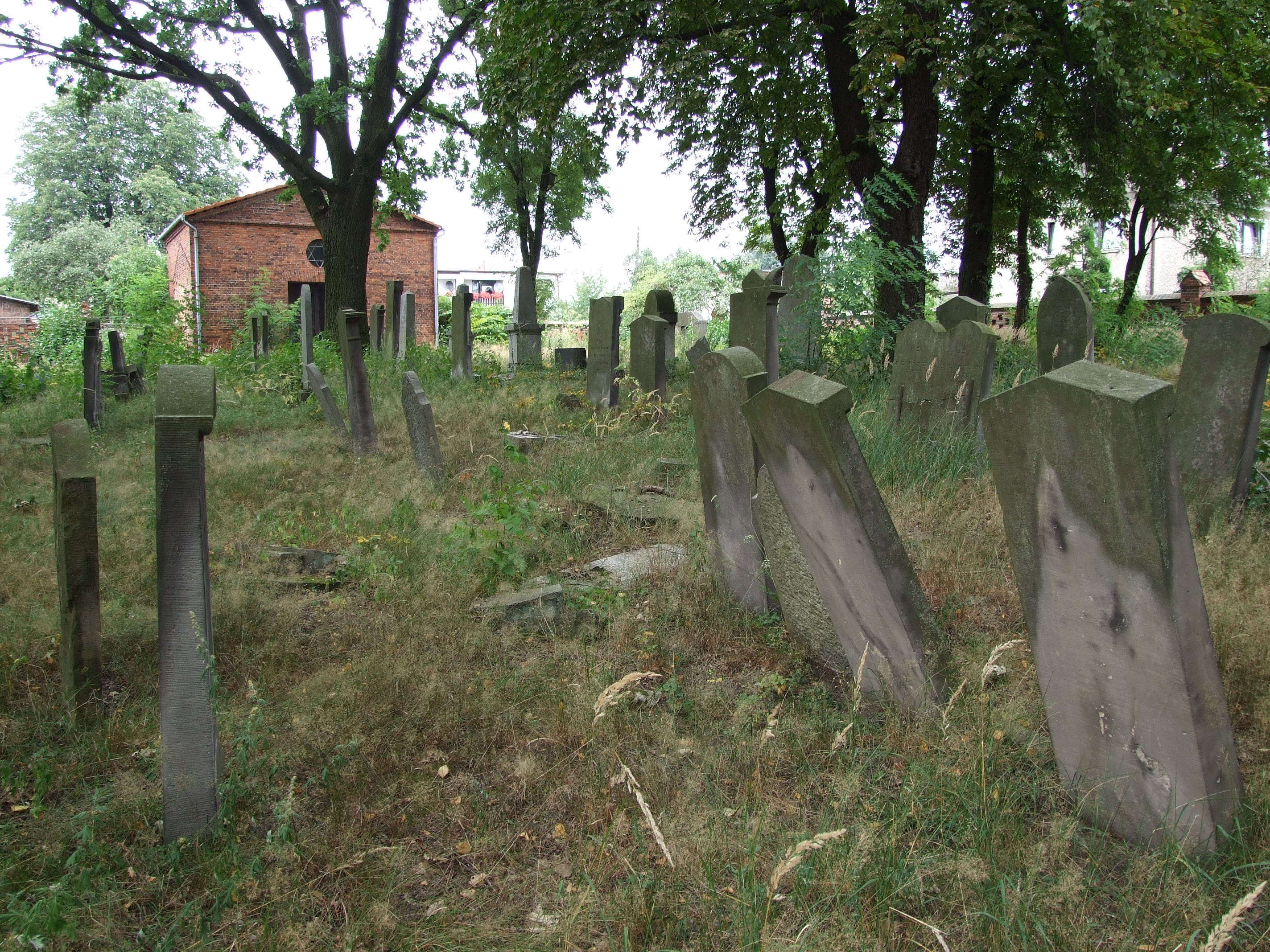
Jüdischer Friedhof

### Demographie
| Jahr | Einwohnerzahl | Anmerkungen                                                                                            |
| ---- | ------------- | --- |
| 1816 | 1480          | [ 3 ]                                                                                                  |
| 1825 | 2074          | darunter 244 Evangelische, 306 Juden                                                                   |
| 1840 | 2703          | davon 324 Evangelische, 2093 Katholiken, 285 Juden, ein Griechisch-Orthodoxer                          |
| 1871 | 3342          | mit der Garnison (ein Bataillon Landwehr Nr. 63), darunter 350 Evangelische und 350 Juden (2000 Polen) |
| 1890 | 3740          | davon 540 Evangelische, 2984 Katholiken, 216 Juden (2100 Polen)                                        |
| 1905 | 5222          | davon 658 Evangelische, 142 Juden                                                                      |
| 1925 | 5877          | [ 6 ]                                                                                                  |
| 1933 | 6944          | [ 6 ]                                                                                                  |
| 1939 | 7280          | [ 6 ]                                                                                                  |

## Politik

### Städtepartnerschaften
- Arnsberg, Deutschland
- Zalakaros, Ungarn

### Wappen
Das Wappen der Stadt ist gespalten. Im vorderen Feld zeigt es auf blauem Grund einen halben goldenen Adler. Im hinteren Feld zeigt es auf silbernem Grund eine halbe rote Rose.

## Gemeinde
Die Stadt- und Landgemeinde Olesno hat etwa 17.800 Einwohner und eine Fläche von 240,8 km², von der 42 % mit Wald bedeckt ist.

## Verkehr
Durch den Ort verläuft die Landesstraße Droga krajowa 11. Weitere überörtliche Landstraßen sind Droga wojewódzka 487, Droga wojewódzka 494 und Droga wojewódzka 901.
Der Bahnhof Olesno Śląskie liegt an der Bahnstrecke Lubliniec–Kluczbork,  mit weiteren Haltestellen in Sowczyce und Stare Olesno, früher bestand Anschluss an die Rosenberger Kreisbahn.

## Persönlichkeiten

### Söhne und Töchter der Stadt
- Georg Adam Franz von Gaschin (1643–1719), Landeshauptmann der Fürstentümer Ratibor und Oppeln
- Carl Ludwig von Ballestrem (1755–1829), Majoratsherr und Montanindustrieller
- Hermann Friedberg (1817–1884), Rechtsmediziner
- David Rosin (1823–1894), jüdischer Theologe
- Albert Kinel (1825–1911), Architekt und Eisenbahnbaumeister
- Wilhelm von Dresow (1829–1895), preußischer General der Infanterie
- Karl von Wallhofen (1831–1894), Reichstagsabgeordneter (Zentrum)
- Valeska Gräfin Bethusy-Huc (1849–1926), Schriftstellerin
- Adolf Weißmann (1873–1929), Musikkritiker
- Franziska Steinitz (1875–1942), Romanistin und Übersetzerin
- Reinhold Saltzwedel (1889–1917), Marineoffizier und U-Boot-Kapitän
- Oswald Lehnich (1895–1961), Politiker (NSDAP)
- Gerhard Orzechowski (1902–1977), Mediziner
- Egon Kubuschok (1902–1981), Jurist
- Horst-Oskar Swientek (1908–1967), deutscher Historiker und Archivar
- Vera Scholz von Reitzenstein (1924–2018), Bildhauerin und Plastikerin
- Lothar Klingberg (1926–1999), Pädagoge und Didaktiker
- Rudolf Bartsch (1929–1981), Schriftsteller
- Franciszek Kokot (1929–2021), Arzt, Nephrologe und Endokrinologe
- Gerard Rogowski (1931–2022), römisch-katholischer Geistlicher
- Engelbert Kupka (* 1939), Politiker (CSU)
- Andrzej Czaja (* 1963), Bischof von Oppeln
- Justine Seewald (* 1972), Hörspielsprecherin
- Adam Ledwoń (1974–2008), polnisch-deutscher Fußballspieler
- Anna Wloka (* 1993), polnische Kugelstoßerin

### Persönlichkeiten, die vor Ort gewirkt haben
- Christian Hölmann (1677–1744), Mediziner und Dichter, Pestarzt in Rosenberg
- Daniel Latussek (1787–1857), Weihbischof und Kapitularvikar, zeitweise Kaplan in Rosenberg
- Jakob Levy (1819–1892), Rabbiner und Sprachwissenschaftler, 1845–1850 Rabbiner in Rosenberg
- Franz Welczek (1825–1901), Königlicher Kanzleirat sowie Stadtverordnetenvorsteher in Kreuzburg, verbrachte einen Teil seiner Kindheit in Rosenberg
- Oskar Hossfeld (1848–1915), Architekt, entwarf die Pläne für den Bau der Pfarrkirche Corpus Christi
- Bruno Seibt (1856–1933), Politiker, 1884–1888 Amtsrichter in Rosenberg
- Bruno Goebel (1860–1944), Orgelbauer, zeitweise Ausbildung in Rosenberg
- Rudolf Pastucha (1936–2022), lutherischer Theologe und ehemaliger Bischof, zeitweise Pastor in Olesno

### Ehrenbürger
- Franciszek Kokot, Professor
- Bernhard Jagoda (1940–2015), Politiker (CDU) und Präsident der Bundesanstalt für Arbeit in Nürnberg
- Gerhard Kuss
- Wolfgang Weidel
- Ilkka Liukas-Fin.
- Erika Hahnwald[7]